# 덴마크 공주 잉에보리
덴마크 공주 잉에보리(Princess Ingeborg of Denmark, 1878년 8월 2일 ~ 1958년 3월 12일)는 베스테르예틀란드 공작 칼 왕자와 혼인하여 스웨덴의 왕자비가 되었다.
잉에보리 공주는 덴마크의 프레데리크 8세와 스웨덴의 루이세 사이에서 태어난 딸로, 덴마크의 공주로 코펜하겐에서 자랐다. 1897년, 그녀는 어머니의 첫 사촌인 스웨덴의 베스테르예틀란드 공작 칼과 결혼하여 스웨덴 왕실의 일원으로 남은 여생을 스웨덴에서 보냈다.
그녀의 결혼으로 1남 3녀를 낳았는데, 그 중에는 노르웨이 왕세자빈 메르타와 벨기에 왕비 아스트리드가 있었다.